# Pradip Kumar Banerjee
Pradip Kumar Banerjee (Mainaguri, 1936. október 15. – Kolkata, 2020. március 20.) válogatott indiai labdarúgó, csatár. Az indiai válogatott szövetségi kapitánya (1972–1974, 1981–1982, 1985–1986).

## Pályafutása
1954-ben az Aryan, 1955 és 1967 között az Eastern Railway labdarúgója volt. 1955 és 1966 között 45 alkalommal szerepelt az indiai válogatottban és 15 gólt szerzett. Tagja volt az 1956-os melbourne- és az 1960-as római olimpián résztvevő együttesnek.
Három Ázsia-játékokon vett részt a válogatott csapattal: 1958-ban Tokióban, 1962-ben Jakartában és 1966-ban Bangkokban. Az 1962-es játékokon aranyérmes lett az együttessel.
1967-ben visszatérő sérülések miatt visszavonult az aktív játéktól.
1972 és 1974 között, 1981–82-ben, 1985–86-ban az indiai válogatott szövetségi kapitánya volt.

## Sikerei, díjai
India
- Ázsia-játékok
  - győztes: 1962, Jakarta